# Bogucice (województwo łódzkie)
Bogucice – wieś w Polsce położona w województwie łódzkim, w powiecie poddębickim, w gminie Zadzim.
W skład sołectwa Bogucice wchodzi także wieś Leszkomin.
W latach 1975–1998 miejscowość administracyjnie należała do województwa sieradzkiego.

## Historia
Bogucice powstały w 1386 roku. W XVI w Bogucicach, które były większą wsią niż Zygry zamieszkiwali Boguccy (od nazwiska tej rodziny pochodzi nazwa wsi). Nie była to wpływowa rodzina. Posiadała na ziemi sieradzkiej siedem urzędów. Urzędnicy to m.in.: kasztelan konarski łęczycki Bodzęda i konarski sieradzki Stanisław - obaj herbu Szeliga. W XIX w. Bogucice zamieszkiwała ludność wyznania ewangelicko-augsburskiego. Na początku XX w. we wsi, oprócz Polaków mieszkali także Niemcy. Powodem był najprawdopodobniej napływ innych narodowości (w tym Niemców) na tereny osad fabrycznych. Być może sprowadzili ich właściciele folwarku zygiersko-boguckiego jako siłę roboczą, czy też rzemieślników, np. kowali. Nie wiadomo jednak, czy dzierżawili oni ziemię, czy otrzymywali ją na własność.
W Bogucicach działa Ochotnicza Straż Pożarna. W roczystościach gminnych i powiatowych uczestniczy zespół śpiewaczy „Koniczynki”.